# Moragne
Moragne ist eine französische Gemeinde mit 538 Einwohnern (Stand: 1. Januar 2022) im Département Charente-Maritime in der Region Nouvelle-Aquitaine. Moragne gehört zum Arrondissement Rochefort und zum Kanton Tonnay-Charente. Die Einwohner werden Moragnais genannt.

## Geographie
Moragne liegt etwa zwölf Kilometer ostnordöstlich vom Stadtzentrum von Rochefort. Umgeben wird Moragne von den Nachbargemeinden Genouillé im Norden, Saint-Crépin im Nordosten, Tonnay-Boutonne im Osten, Saint-Coutant-le-Grand im Süden, Lussant im Südwesten sowie Tonnay-Charente im Westen.

## Bevölkerungsentwicklung
| Jahr                      | 1962 | 1968 | 1975 | 1982 | 1990 | 1999 | 2008 | 2013 |
| Einwohner                 | 308  | 285  | 275  | 318  | 394  | 401  | 454  | 483  |
| Quelle: Cassini und INSEE |      |      |      |      |      |      |      |      |

## Sehenswürdigkeiten
- Kirche Notre-Dame-de-l'Assomption aus dem 11. Jahrhundert

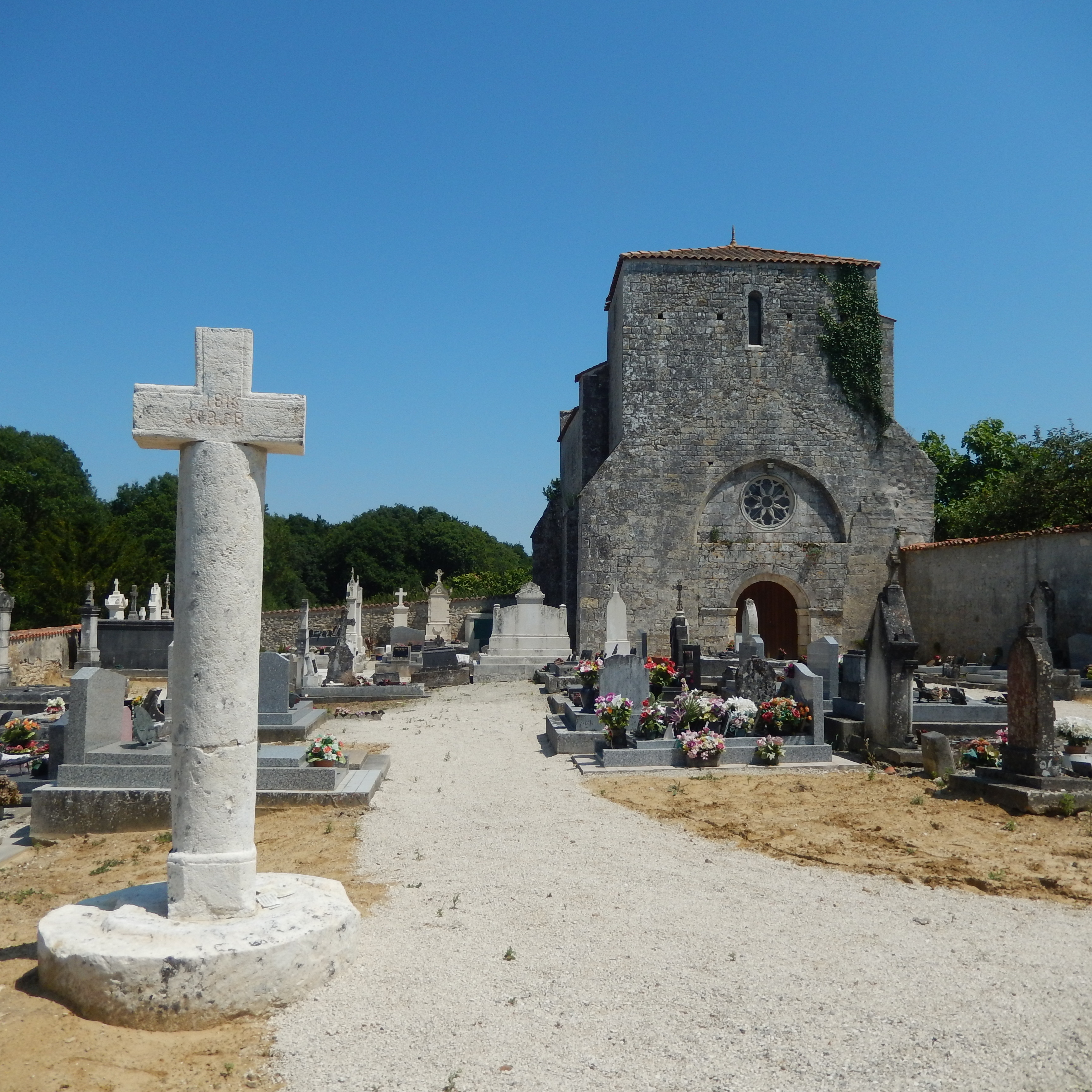
Kirche Notre-Dame-de-l'Assomption

Siehe auch: Liste der Monuments historiques in Moragne